# Вальдестурла, Костанца
Костанца Алессандра Оттавия Вальдестурла (итал. Costanza Alessandra Ottavia Valdesturla; 1759, Пиза — 18 июля 1809, Лейпциг) — итальянская певица
 (сопрано).
Пела в Пизе, Болонье, Флоренции, Сиене, Ливорно и других итальянских городах, в 1778 г. гастролировала в Лондоне, приняв участие в премьере оперы Антонио Саккини «Солдатская любовь». В 1779—1785 гг. на службе в капелле князей Эстерхази, которой руководил Йозеф Гайдн; для Вальдестурла, как отмечает К. Ф. Поль, написаны главные партии в трёх его последних операх («Армида», «Вознаграждённая верность» и «Роланд-паладин»). В 1785 г. заключила контракт с Гевандхаусом как концертная певица и вскоре после этого вышла замуж за капельмейстера Гевандхаус-оркестра Иоганна Готфрида Шихта, одна из их четырёх дочерей, Генриетта Вильгельмина, также стала певицей. Выступала в концертах Гевандхауса на протяжении 19 лет.